# Gabi Schmid (Autorin)
Gabi Schmid (* 14. Oktober 1965 in Stuttgart) ist eine deutsche Autorin und Grafikdesignerin, die hauptsächlich im Coverdesign und Buchsatz tätig ist. Gemeinsam mit Ursula Hahnenberg betreibt sie die Büchermacherei und ist im Selbstpublikationen-Bereich Ansprechpartnerin für neue Buchprojekte.

## Leben
Gabi Schmid ist seit 2013 als freie Schriftstellerin und Grafikdesignerin tätig. Sie ist Mitglied bei DELIA und den Mörderischen Schwestern. Schmid lebt mit ihrem Mann und ihren beiden Söhnen in Korntal-Münchingen zwischen Stuttgart und Ludwigsburg.

## Werke

### Liebesromane
- Gleichklang. Roman. spiritbooks, Filderstadt 2013, ISBN 978-3944587035
- Touché. Roman. spiritbooks, Filderstadt 2015, ISBN 978-3944587196

#### Kurzromanreihe „Mittsingen“
- Herbststürme. Roman. Tredition, Filderstadt 2014, ISBN 978-3-8495-7032-3
- Sternschnuppen-Regen. Roman. Tredition, Filderstadt 2014, ISBN 978-3-8495-7050-7
- Hitzeschlacht. Roman. Tredition, Filderstadt 2016, ISBN 978-3-8495-8406-1

### Anthologien
- Bankerl G’schichten. Aschauer Autorenwoche, 2013, ISBN 978-3734572531
- Kampenwand. Aschauer Autorenwoche, 2013, ISBN 978-3743958012
- Lichter im Advent. Rhein-Mosel-Verlag, Zell, 2018, ISBN 978-3898014069
- Feierabend. Rhein-Mosel-Verlag, Zell, 2018, ISBN 978-3898014205
- Frauen morden Schöner. Wellhöfer Verlag, Mannheim, 2018, ISBN 978-3954282487
- Geschmackvoll morden. Wellhöfer Verlag, Mannheim, 2019, ISBN 978-3954282586